# Ronaldo Chacón
Ronaldo Daniel Chacón Zambrano (San Cristóbal, Táchira, Venezuela, 18 de febrero de 1998) es un futbolista venezolano que juega como delantero en el Portuguesa Fútbol Club de la Primera División de Venezuela.

## Clubes
| Club                    | País       | Año         |
| ----------------------- | ---------- | ----------- |
| Deportivo Táchira       | Venezuela  | 2014 - 2016 |
| Caracas FC              | Venezuela  | 2016 - 2017 |
| FK Senica               | Eslovaquia | 2018 - 2019 |
| Academia Puerto Cabello | Venezuela  | 2019 - 2021 |
| Carabobo Fútbol Club    | Venezuela  | 2022        |
| Deportivo la Guaira     | Venezuela  | 2023-2024   |
| Portuguesa Fútbol Club  | Venezuela  | 2025-       |

## Estadísticas

### Resumen estadístico
|                        | Partidos | Goles | Promedio |
| ---------------------- | -------- | ----- | -------- |
| Liga                   | 177      | 18    | 0.09     |
| Copas nacionales       | 9        | 7     | 1        |
| Copas internacionales  | 5        | 0     | 0        |
| Selección de Venezuela |          |       |          |
| Total                  | 52       | 8     | 0.15     |

### Participaciones internacionales
| Selección | Competición                           | Sede          | Resultado    | Partidos | Goles |
| --------- | ------------------------------------- | ------------- | ------------ | -------- | ----- |
| Sub-20    | Sudamericano Sub-20 de 2017           | Ecuador       | Tercer lugar | 7        | 2     |
| Sub-20    | Copa Mundial de Fútbol Sub-20 de 2017 | Corea del Sur | Subcampeón   | 4        | 0     |
| Total     | Total                                 | Total         | Total        | 11       | 2     |

## Palmarés

### Títulos nacionales
| Título                        | Club                            | País      | Año     |
| ----------------------------- | ------------------------------- | --------- | ------- |
| Primera División de Venezuela | Deportivo Táchira Fútbol Club   | Venezuela | 2014/15 |
| Copa Venezuela                | Deportivo La Guaira Fútbol Club | Venezuela | 2024    |

### Títulos internacionales
| Título                                    | Club                                    | País  | Año  |
| ----------------------------------------- | --------------------------------------- | ----- | ---- |
| Copa Mundial de Fútbol Sub-20 (2do Lugar) | Selección de fútbol sub-20 de Venezuela | Korea | 2017 |

(*) Incluyendo la selección

### Distinciones individuales
| Distinción | Año |
| ---------- | --- |
| Distinción | Año |